# 伊藤宏幸
伊藤 宏幸（いとう ひろゆき）は、日本の知的財産学者、国際意匠法・新領域法学者。大阪工業大学知的財産専門職大学院教授。元外務省在ミュンヘン日本国総領事館領事。元特許庁審査第一部意匠審査長・審査第34部門（意匠）審判長。
専門は、特許権法学・意匠法（デザインマネジメント）・工業所有権、国際知的財産法（特に欧米・アジア）・特許情報・知的財産管理（IPマネジメント）。

## 略歴
千葉大学工学部工業意匠学科卒業。1994年通産省（現：経済産業省）特許庁入庁。意匠審査官、意匠課、国際課を経て、2006年外務省在ミュンヘン日本国総領事館領事。2014年特許庁審査第一部意匠課意匠制度企画室長。2016年同課意匠審査企画官。2020年同庁審査第一部意匠審査長、2023年同庁審査第34部門（意匠）審判長などを経て、2024年大阪工業大学知的財産専門職大学院教授。
知的財産学・意匠法の対外啓蒙活動として、日本デザイン振興会主催「デザイナーのための意匠制度の改正に関する説明会」2016でゲストスピーカを務めている。